# Waterbeach
Waterbeach est une paroisse civile et un village du Cambridgeshire, en Angleterre.